# Charlotte Roche

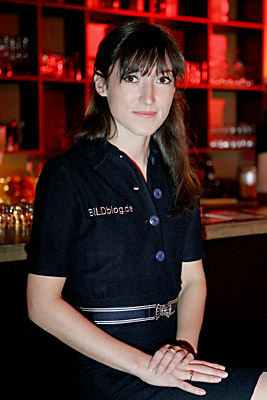
Charlotte Roche, Berlino 2007

Charlotte Roche (High Wycombe, 18 marzo 1978) è una conduttrice televisiva, scrittrice, cantante e attrice tedesca. Ha rinunciato nel 2017 alla cittadinanza inglese per paura della brexit.

## Biografia
Charlotte Roche nasce in Inghilterra, ma dopo poco tempo si trasferisce con la famiglia in Germania. I genitori si separano quando Charlotte ha cinque anni. Influenzata dalle ideologie femministe della madre, nel 1993 Charlotte fonda con tre amiche il gruppo di musica garage-rock "The Dubinskis". In quegli anni inizia a comparire sugli schermi televisivi come video jockey e conduttrice televisiva e nel 1999 raggiunge la celebrità con il programma musicale Fast Forward su Viva Zwei, il canale di musica alternativa di VIVA. Dal 2000 al 2004 passa ai talk show di Arte e Zdf e viene insignita del Grimme Price.
È con il programma "Charlotte Roche trifft..." ("Charlotte Roche incontra..."), un talk show notturno, che Charlotte entra in contatto con celebrities quali Quentin Tarantino, Uma Thurman e Kylie Minogue. Il suo romanzo d'esordio, Zone umide, ha riscosso un notevole successo in Germania e, lì come altrove, destato critiche. Nel novembre del 2010 suscitano polemiche le sue dichiarazioni in ordine alla sua proposta di avere un rapporto sessuale con il presidente della Germania, Christian Wulff, in cambio del veto sul prolungamento della vita delle centrali atomiche tedesche.

## Opere
- Zone umide (2008)